# (100267) JAXA
(100267) JAXA ist ein Asteroid des Hauptgürtels, der am 14. Oktober 1994 von den japanischen Astronomen Isao Satō, Masanao Abe und Hiroshi Araki am Kiso-Observatorium (IAU-Code 381) in Kiso am Berg Ontake entdeckt wurde.
Der Asteroid wurde am 12. Dezember 2008 zur Erinnerung an das 5-jährige Bestehen der japanischen Raumfahrtagentur Japan Aerospace Exploration Agency (JAXA) benannt.